# Tătaru (okręg Suczawa)
Tătaru – wieś w Rumunii, w okręgu Suczawa, w gminie Poiana Stampei. W 2011 roku liczyła 138 mieszkańców. 